# Angolska kvanza
Angolska kvanza, ISO 4217: AOA je valuta Angole. Četiri različite valute koje su bile u optjecaju od 1977. godine nosile su ime "kvanza". Kvanza se u nacionalnom prometu označava karticom Kz. Dijeli se na 100 cêntima. 
Prva kvanza (ISO 4217: AOK) predstavljena je 1977. Zamijenila je angolski eskudo, a dijelila se na 100 lweija. Prva kvanza bila je u optjecaju do 24. rujna 1990.,kada je nova kvanza (AON) zamijenila staru u omjeru 1:1. Ta druga kvanza u upotrebi je bila pet godina, a zamijenila ju je Kwanza reajustado (AOR) u omjeru 1000:1. Ova kvanza, kao ni prethodna, nije imala podjedinice. Također nije vila dugog vijeka, jer ju je već 1999. zamijenila kvanza koja je i sada u upotrebi. 
Narodna banka Angole izdaje kovanice od: 10 i 50 centima, 1, 2 i 5 kvanzi, te novčanice od: 10, 50, 100, 200, 500, 1000 i 2000 kvanzi.

## Vanjske poveznice
- Narodna banka Angole